# Сліпі голоси
Сліпі голоси (англ. Blind Voices) — дебютний науково-фентезійний роман американського письменника Тома Рімі, вперше опублікований 1978 року видавництвом Berkley Books після смерті автора.

## Сюжет
Події відбуваються в маленькому містечку Канзасі в 1930-их роках. До містечка приїжджає популярне в Америці Freak show — різновид видовищного естрадного шоу, що представляє людей з незвичайними, дивовижними фізичними можливостями або вадами. Шоу «Хаверстока» — це презентація таємничих чудес: темної магії, дивних істот. Три дівчини потрапляють на виставу, де відбувається церемонія відкриття. Вони стають учасницями шоу, а його виконавці — кентавр, Янгол (чарівний хлопчик-альбінос), загадковий господар Хаверсток. Дівчата спочатку намагаються сприймати шоу як обман, але згодом події стають занадто реальними та яскравими й перетворюються на кошмарну реальність. Кожна дівчина відчуває силу шоу та його здатність змінювати їх життя…

## Нагороди
- 1979 — премія Балрог[en]) найкращий роман року[2]
- 1978 — Номінант на премію Небюла за найкращий роман Blind Voices[3]
- 1979 — Номінант на премію Г'юго за найкращий роман Blind Voices[4]
- 1979 — номінант на премію BSFA за найкращий роман[5]